# Okinawaroodborst
De okinawaroodborst (Larvivora namiyei) synoniem: Erithacus komadori namiyei) is een zangvogel uit de familie Muscicapidae (vliegenvangers). Het is een voor uitsterven gevoelige endemische vogelsoort van het eiland Okinawa.

## Kenmerken
De vogel is 14 cm lang en heeft het postuur en gedrag van een roodborst. Het mannetje is fraai roodbruin van boven en heeft een zwart "gezicht" en zwarte borst en daaronder vuilwit tot grijs. Het vrouwtje is doffer roodbruin van boven en mist het zwart op de kop en borst en is daar vuilwit.

## Verspreiding en leefgebied
Deze soort komt endemisch voor op Okinawa. Het leefgebied bestaat uit vochtig loofhout in de buurt van stromend water, waarin de vogels verblijven in de ondergroei in laagland tot in heuvelland onder de 500 m boven zeeniveau.

## Status
De okinawaroodborst heeft een beperkt verspreidingsgebied en daardoor is de kans op uitsterven aanwezig. De grootte van de populatie werd in 2003 geschat op 6 tot 15 duizend individuen en de populatie-aantallen nemen af door habitatverlies. Het leefgebied wordt aangetast door ontbossing, aanleg van infrastructuur en de ingevoerde mangoesten. Om deze redenen staat deze soort als gevoelig op de Rode Lijst van de IUCN.